# Агеев, Вячеслав Игоревич
Вячесла́в И́горевич Аге́ев (укр. В'ячеслав Ігорович Агеєв) — украинский военнослужащий, подполковник, участник российско-украинской войны. Герой Украины (2024).

## Биография
Во время российского вторжения в Украину Вячеслав Агеев командует зенитным ракетным дивизионом в составе Воздушных сил ВСУ. В мае 2023 года его подразделение впервые уничтожило баллистическую цель — гиперзвуковую ракету «Кинжал». Во время массированных вражеских ударов дивизион под его руководством уничтожил значительное количество воздушных целей противника, включая баллистические и крылатые ракеты, а также беспилотные летательные аппараты.

## Награды
- Звание «Герой Украины» с удостоением ордена «Золотая Звезда» (8 февраля 2024) — за личное мужество и героизм, проявленные в защите государственного суверенитета и территориальной целостности Украины, верность военной присяге[1].
- Орден Богдана Хмельницкого II степени (14 июня 2023) — за личное мужество и высокий профессионализм, проявленные в защите государственного суверенитета и территориальной целостности Украины, верность военной присяге[2].
- Орден Богдана Хмельницкого III степени (26 февраля 2023) — за личное мужество и высокий профессионализм, проявленные в защите государственного суверенитета и территориальной целостности Украины, верность военной присяге[3].